# Carew (Regno Unito)

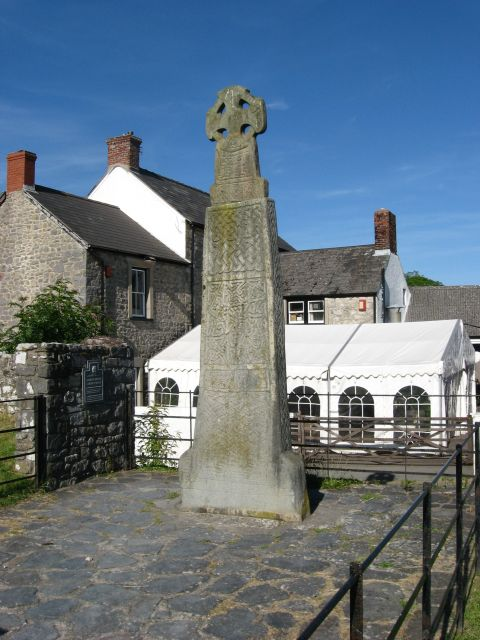
Carew (Pembrokeshire, Galles): la grande croce celtica

Carew (in gallese: Caeriw) è un villaggio con status di comunità della contea gallese del Pembrokeshire (Galles sud-occidentale), situato lungo un'ansa del fiume omonimo e in parte incluso dentro i confini del Pembrokeshire Coast National Park.

## Geografia fisica
Carew si trova nella parte meridionale del Pembrokeshire, tra Pembroke e Tenby (rispettivamente ad est della prima e ad ovest della seconda), a circa 25 km a sud di Haverfordwest.

## Monumenti e luoghi d'interesse

### Castello di Carew
L'edificio più famoso di Carew è il castello, costruito agli inizi del XII secolo come fortezza da Gerald de Windsor e trasformato in seguito in villa elisabettiana, in uso fino al 1690.
|  |  |

### Grande croce celtica
Celebre è anche la grande croce celtica che si trova all'ingresso del castello, risalente all'XI secolo. Fu eretta in onore di Maredudd, legislatore, insieme al fratello Hywel, del regno del Deheubarth.

### Mulino
Un altro edificio d'interesse è il mulino a marea, unico mulino del genere tuttora funzionante in tutto il Galles. Sconosciuta è la data della sua costruzione, ma le prime notizie risalgono almeno al 1542.